# 筑摩级防护巡洋舰
筑摩级防护巡洋舰（日本海军官方名称）是旧日本海軍自行设计、建造的最后一级防护巡洋舰。本级主要的防护手段依然是装甲甲板，属于防护巡洋舰；不过相比起之前的防护巡洋舰，防护水準得到了提升，属于从防护巡洋舰到更先进的轻巡洋舰的过渡型号，因此也有出版物分类为轻巡。本级采用了大量实验性的设计，其中最重要的是日本海军首次在巡洋舰上试验搭载了汽輪機。同时本级的2、3号舰也是日本海军第一次委托民间造船厂进行生产建造的大型军舰。
本级各舰建成后都参加了第一次世界大战，执行各种巡逻和护航的任务。20-30年代，本级3舰均在中国沿海执行任务，保护日本在华利益。由于本级为现代化军舰服役之前的过渡设计，3舰均较早地退居二线，并提早退役。

## 设计与概述

### 背景
1906年（明治39年）9月28日，时任海軍大臣齋藤實向總理大臣西園寺公望提出阁议，称日俄战争以来日军各主力舰艇陆续老化，在未来难以继续保持优势；而列强吸取了日俄战争的经验教训，加上科技飞速发展，新式舰艇设计日新月异，有必要重新添置新的军舰。此外，在远东地区有利益存在的列强都在大力发展海军，日本为了维持在该地区的地位，必须进一步加强自己的海军。为此，海军希望新建造2万吨级战列舰3艘，1万8000吨级装甲巡洋舰4艘，4500吨级二等巡洋舰3艘，900吨级大型驱逐舰6艘，400吨级驱逐舰24艘，潜艇6艘。由于日本财政所限，这项造舰计划在提交给12月开会的第23届帝國議會审议时，还是遭到了大规模的压缩，不过3艘二等巡洋舰的设想没变，得以保留。
1909年（明治42年）7月15日，舰政本部进行提案，预定进行建造的10、11、12号巡洋舰（三舰其后用“伊吕波”作为内部代号）的基本设计打算继续在现有舰艇的基础上进行改进，同时希望能借这个机会，对动力部分采用日本国产的汽轮机进行试验、比较。经费方面，伊号巡洋舰预定使用明治1910-1911年的舰艇补充经费，而吕号则预定使用明治1911-1912年的经费。至于第三艘波号，则决定沿用伊号的设计，所需经费在1912年度支出。

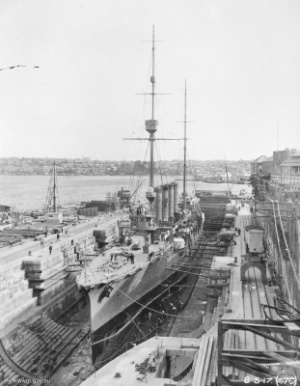
在干船坞整修的平户号，1917年5月8日悉尼。图中可以清楚看到明显的飞箭船式舰艏和修长的舰体

### 设计
本级积极运用了各种新技术，除了继续增大速度，同时也加强了原本相对不看重的防护能力。
本级全长144.8米、宽14.2米、吃水5.1米。基本设计继续在现有舰艇的基础上进行改进，同时借这个机会，对日本国产的汽轮机进行试验、比较。出于这个考虑，伊号（筑摩）和波号（平户）巡洋舰采用柯蒂斯式衡动型直连汽轮机，均由神户川崎造船所生产；而吕号（矢矧）则采用了帕森斯式汽轮机，由1座反推式高速汽轮机和1座低速汽轮机为1组，两组4轴推进，由长崎三菱造船所生产。本级的设计动力为22,500匹馬力（16,800千瓦特），比起前级利根增大了一半，而重量仅增加约1000吨，使得每吨动力从14.2马力提升到了19.2马力。本级的锅炉一开始设计的时候计划安装的是宫原式锅炉，但在建造过程中更换成了16座舰本式伊号煤油混烧水管锅炉。这16座锅炉在舰体内部以4座锅炉为一组进行配置，分成4个锅炉舱；为了加强散热而设置了4根烟囱，这也是本级在外观上显著区别于以往日本海军舰艇的地方。此外伊号（筑摩）也是日本海军第一次在舰用锅炉上试验安装过热器，以提高燃烧效率。本级设计航速26節（48每小時），海试时筑摩录得26.83節（49.69每小時）、平户26.87節（49.76每小時）的空前成绩。这速度和英国同时代的城级巡洋舰雅茅斯号高了1节；而比起日本海军最后一艘搭载往复式蒸汽机的巡洋舰利根的23節（43每小時）是一个巨大的飞跃。至于矢矧则更是一举突破27节，达到了27.14節（50.26每小時）的纪录。
燃料配置方面，伊号（筑摩）还在设计阶段时，日本海军就通过外交渠道获取了英国最新式的布里斯托尔级巡洋舰的载煤量数据（燃煤1261吨、燃油270吨），认为伊号的载煤能力不足，于是临时修改设计增设一个煤舱。伊号（筑摩）最终装载燃煤1128吨、重油300吨，而后续舰也基本相同，吕号（矢矧）装载燃煤1122吨、重油378吨，波号（平户）装载燃煤1198吨、重油311吨。
本级武器配置以英国城级为范本，与雅茅斯号相同。主炮为8门45倍径单装6英寸（152）速射炮，艏艉各一门，另外在每侧各布置3门，均安装在舷侧耳台。这种舷侧火力与主炮口径相同的设计在当时也非常罕见。所有6英寸炮都安装在旋转炮架上，仰角18度、俯角5度，左右旋转幅度300度，最大仰角下射程最大可达1万4800米。炮架的旋转、俯仰、火炮装填均需人力，最大发射速度每分钟5发。轻型武器包括4门76毫米12磅炮，以及两挺机枪。鱼雷武器方面，舰上共安装了3具18英寸（457）鱼雷发射管，舷侧旋转发射架两具，艉部固定发射架一具。1919年以后，有关方面拆除了各舰若干76毫米炮，改为在第2、3烟囱的位置安装了两门40倍径三年式80毫米高射炮。
防护方面，本级的建造合同要求为舷侧3英寸（76.2），司令塔3—3.5英寸（76.2—88.9）。实际建成后的装甲甲板为22.2毫米厚的镍钢，而倾斜部分则以相同材质的35毫米厚钢板补强，使得总厚度达到57.2毫米。装甲甲板和中部甲板之间，环绕轮机舱布置了煤舱。舰艉鱼雷舱处克虏伯渗碳装甲达到89毫米（相比之下利根只有12.7毫米）。司令塔则是102毫米厚的克虏伯装甲。

## 同级舰

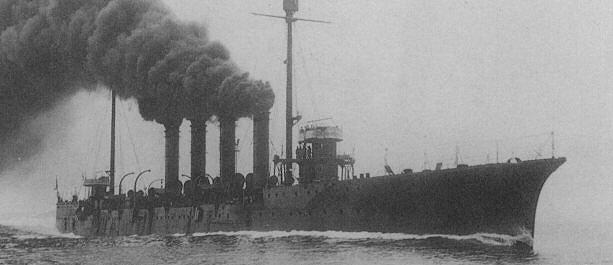
矢矧号，1912年。虽然预定是二号舰，但实际上矢矧号是最后一艘下水的。

| 舰名 | 名称来源 | 建造厂         | 造价 （单位：万日元） | 起工          | 下水          | 服役          | 简历 |
| ---- | -------- | -------------- | --------------------- | ------------- | ------------- | ------------- | --- |
| 築摩 | 筑摩川   | 佐世保海军工厂 | 总预算：281           | 1910年5月23日 | 1911年4月1日  | 1912年5月17日 | 第一次世界大战南太平洋护航 1922年介入直奉战争 1931年除籍，1935年作为靶舰                                |
| 矢矧 | 矢作川   | 长崎三菱造船所 | 舰体：255 武器：15    | 1910年6月20日 | 1911年10月3日 | 1912年7月27日 | 第一次世界大战占领帕劳群岛 1927年干涉國民革命軍北伐 1932年九一八事變后在华南警戒 1940年除籍，1947年解体 |
| 平戶 | 平户港   | 神户川崎造船所 | 川崎申领：279         | 1910年8月10日 | 1911年6月29日 | 1912年6月17日 | 第一次世界大战南太平洋护航 1927年干涉國民革命軍北伐 1933年支援熱河戰役 1940年除籍，1947年解体作防波堤   |